# АЕК (баскетбольний клуб, Афіни)
АЕК — грецький баскетбольний клуб міста Афіни.

## Досягнення
- Кубок Сапорти — 2 перемоги (1968, 2000);
- A1 Етнікі — 8 перемог (1958, 1963, 1964, 1965, 1966, 1968, 1970, 2002);
- Кубок Греції з баскетболу — 4 перемоги (1981, 2000, 2001, 2018);
- Ліга чемпіонів ФІБА — 1 перемога (2018).